# Alley of First Love
Alley of First Love (初恋横丁 Hatsukoi Yokochō?, comercializado como "El callejón del primer amor de Ellie Mamahara" por Blu) es un manga yaoi japonés escrito e ilustrado por Ellie Mamahara. Fue publicado en inglés por Blu Manga, la división yaoi de Tokyopop, en julio de 2008.Trata de un joven cuyo amor del instituto regresa de estudiar en el extranjero durante seis años, y de la sanación de la ruptura entre ambos.

## Recepción
La entrañable torpeza de la pareja fue comentada favorablemente por Leroy Dessaroux.A Danielle Van Gorder le gustó el atrevimiento de las ilustraciones, pero consideró que los personajes se parecían entre sí con excepción al pelo. Sin embargo, sentía que su expresividad lo compensaba. Katherine Farmar alabó el realismo del reparto secundario de Mamahara, que no desmerece a la pareja principal ni hace que parezca que ésta exista en el vacío, y que no son simples recursos argumentales para generar conflictos. También le gustó el «atrevido» trabajo artístico. Katherine Dacey considera que su relación consentida y comparativamente tranquila era refrescante con respecto a otros títulos con licencia disponibles en inglés, pero sostuvo que los diálogos a veces eran poco realistas. En una encuesta de About.com sobre el mejor yaoi de 2008, Alley of First Love quedó en séptimo lugar de un total de diez entradas.